# Metagrion ornatum
Metagrion ornatum – gatunek ważki z rodziny Argiolestidae.
Owad ten jest endemitem nowogwinejskiej Ptasiej Głowy.